# Nicolle Payne
Nicolle Katherine Payne, född 15 juli 1976 i Paramount, Kalifornien, är en amerikansk vattenpolomålvakt. Hon deltog i den olympiska vattenpoloturneringen i Sydney där USA:s damlandslag i vattenpolo tog silver. Payne spelade tre matcher i turneringen. År 2003 var Payne med om att ta guld i Holiday Cup, VM och Panamerikanska spelen. Payne blev därmed trefaldig Holiday Cup-vinnare i och med att hon hade varit målvakt i det vinnande amerikanska laget även 2001 och 2002. Payne ingick i USA:s spelartrupp vid olympiska sommarspelen 2004 som reservmålvakt.